# ALLRAIL
ALLRAIL ou Alliance des Opérateurs Ferroviaires Nouveaux Entrants en Europe (en anglais : Alliance of Passenger Rail New Entrants in Europe) est une association rassemblant des entreprises indépendantes de transport ferroviaire de passagers et de vente en ligne de billets de train exerçant leur activité en Europe.

## Histoire
ALLRAIL a été fondée à Bruxelles (Belgique) en 2017. L'association fait partie du groupe des organismes représentatifs (Group of Representative Bodies) officiels du secteur ferroviaire au sein de l'Union européenne.

## Organisation

### Activité
En tant que lobby, ALLRAIL promeut les intérêts de ses membres auprès des institutions de l'Union européenne et nationales des États-membres, de la Norvège et de la Suisse. Plus précisément, ALLRAIL prône une ouverture plus rapide du marché du transport ferroviaire des passagers en Europe, afin de faciliter l'entrée sur le marché d'entreprises ferroviaires privées et indépendantes.

### Siège
Le siège d'ALLRAIL se trouve à Bruxelles (Belgique).

### Membres
ALLRAIL compte 17 membres et 7 membres associés:
| Entreprise                          | Activité                                                         | Nature de l'affiliation |
| ----------------------------------- | ---------------------------------------------------------------- | ----------------------- |
| Angel Trains                        | Location de matériel roulant ferroviaire                         | Membre                  |
| Arenaways (en)                      | Transport de passagers                                           | Membre                  |
| First Rail (filiale de First Group) | Transport de passagers                                           | Membre                  |
| FlixTrain                           | Transport de passagers                                           | Membre                  |
| Getlink                             | Gestionnaire d'infrastructure ferroviaire Transport de passagers | Membre                  |
| Go-Ahead                            | Transport de passagers                                           | Membre                  |
| NTV-Italo                           | Transport de passagers                                           | Membre                  |
| LEO Express                         | Transport de passagers                                           | Membre                  |
| Leo Mobility Management GmbH        | Location de matériel roulant ferroviaire                         | Membre                  |
| MTR Nordic Group                    | Transport de passagers                                           | Membre                  |
| RegioJet                            | Transport de passagers                                           | Membre                  |
| Snälltåget                          | Transport de passagers                                           | Membre                  |
| Transdev                            | Transport de passagers                                           | Membre                  |
| Trip.com Group                      | Agences de voyage en ligne                                       | Membre                  |
| WESTBahn                            | Transport de passagers                                           | Membre                  |
| EUCO Rail                           | Maintenance de matériel roulat                                   | Membre associé          |
| European Sleeper (en)               | Transport de passagers                                           | Membre associé          |
| KEVIN SPEED                         | Transport de passagers                                           | Membre associé          |